# Kay Wilson
Kay Wilson (Nottingham, 19 de septiembre de 1991) es una profesora de educación física y jugadora británica de rugby que se desempeña como wing.

## Selección nacional
Fue convocada a las Red Roses por primera vez en agosto de 2011, normalmente es una jugadora titular en su seleccionado y hasta el momento lleva 43 partidos jugados.

### Participaciones en Copas del Mundo
Disputó la Copa del Mundo de Francia 2014 donde fue una de las principales figuras de su país, logrando consagrarse campeona del Mundo y actualmente se encuentra disputando el Mundial de Irlanda 2017.
| Mundial                                | Sede    | Resultado    | PJ | Tries |
| -------------------------------------- | ------- | ------------ | -- | ----- |
| Copa Mundial de Rugby Femenino de 2014 | Francia | Campeona     | 4  | 4     |
| Copa Mundial de Rugby Femenino de 2017 | Irlanda | Disputándose | 1  | 4     |

## Palmarés
- Campeona del Seis Naciones Femenino de 2012 y 2017.